# Lamiales
Lamiales (уснатице) је назив за један од врстама бројнијих редова скривеносеменица. По неким проценама, око 11.000 врста спада у овај ред. Заједничке карактеристике биљака овог реда су:
- натцветни тучак изграђен од две срасле карпеле;
- пет круничних листића сраслих у цев, која је билатерално симетрична, често и двоусната;
- четири (или ређе пет) фертилних прашника.

## Систематика реда
Према Кронквистовом систему класификације у ред Lamiales спадају следеће породице (фамилије):
Према APG II калсификацији, у овај ред су укључене следеће фамилије:
 (укључујући Avicenniaceae)

 (укљ. )

 (укљ. )

 (укљ. , Myoporaceae)